# Rothia tricolora
Rothia tricolora là một loài bướm đêm trong họ Noctuidae.